# Mixocera obliqua
Mixocera obliqua är en fjärilsart som beskrevs av Bethune-Baker 1913. Mixocera obliqua ingår i släktet Mixocera och familjen mätare. Inga underarter finns listade i Catalogue of Life.